# Noteedit
A Noteedit egy meglehetősen intuitív felületű kottaszerkesztő program – segítségével a zenéhez kevéssé értők is könnyedén bevihetnek és lejátszathatnak egy-egy kottát. A bal egérgomb a hangjegyek, a jobb a szünetjelek bevitelét teszi lehetővé. Ha az „A” jelű ikon benyomott állapotú, akkor a billentyűzetről is bevihetők a hangok (vigyázat, a H helyett B írandó). Ekkor azonban a(z „E” jelű) szerkesztési állapotba váltó ikon nem engedi a kurzorgombokkal való korrekciót (ami pedig igen hasznos tud lenni).
A ritmusértékeket akár utólag is be lehet állítani (szerkesztési állapotban) – ennek főleg akkor van értelme, ha sok a hasonló ritmusértékű hangjegy, és több bonyodalmat okoz menet közben egy-két hangra átállítani az aktuális ritmust.
A tempó megadása talán nem magától értetődő: a Beszúrás menüpontból tehetjük meg – értelemszerűen a kotta legelején. Ezen menüpontból még sok más finomsági is elérhető, például (gitár)akkordok, zenei utasítások, hangerőváltás illeszthető be. Természetesen minden lépésünket visszavonhatjuk.
Szerkesztés közben előfordul, hogy belekeveredünk az ütemvonalakba. Semmi gond – sőt, azt javaslom, inkább a legvégén tegyük rendbe az ütemeket, a Szerkesztés/Autoütem menüponttal. Hasonlóképp, a „zászlós” hangok különös kavalkádját a Szerkesztés/Autogerenda menüpontja teheti rendbe.
Új szólamot a Szólam/Új menüponttal hozhatunk létre. A bevitt partitúra lejátszásához, vagy egyes szólamok kizárásához a Szólam/Szólamok elnémítása menüpontot használjuk. Ha szeretnénk más hangszert hozzárendelni a szólamokhoz, mint az alapértelmezett zongora, akkor ezt a Szólam/Szólamtulajdonságok menüponttal tegyük meg. Mélyebb (férfi) szólamokhoz esetleg az orgona javasolt. (Sajnos nem minden hangszer szólal meg, ami fel van sorolva a választási listán – ez talán attól is függ, hogy a függőségként felteendő freepats csomagban mik találhatóak meg.) Itt a Szólamtulajdonságoknál még sok-sok egyéb paraméter is megadható: hangerő, dalszöveg távolság, sztereó pozíció, zengetés, kórus, sőt: transzponált lejátszás is, ami tipikus példája annak, ami a számítógép számára szinte semmi, embernek viszont igen nehézkes.
Az Eszközök menüpontban a következők érhetőek el: módosítók csökkentése, hangjegyek kigyűjtése,  transzponálás, kulcs megváltoztatása, az összes #-re, az összes b-re.
Az eddigiekben sugallt alternatíva tehát a kézi kottabevitel. Ha már ennyit fáradunk vele, mentsük is el (a már emlegetett .not lesz a kiterjesztése a fájlnak, utalva a szerkesztőprogramra).
A TSE3 kódkönyvtár (és menüpont) segítségével lehet MIDI fájlt importálni. A TSE3 menüponttal (TSE3/Midi bemenet, majd TSE3 midi→kotta) valóban sikerült a letöltött MIDI fájlokból kottát készítenem (amit akár szólamonként is megszólaltathatunk).